# Alsevičy (Baranavický rajón)
Alsevičy (běloruština Альсевічы, rusky Ольсевичи) je obec v Baranavickém rajónu v Brestské oblasti v Bělorusku. Je součástí Krošynského selsovětu. Nachází se 13 km severovýchodně od města Baranavičy.

## Historie
V roce 80. letech 19. století byl obec Alsevičy pod správou Stalovické volosti Navahrudského povětu Minské gubernie. V roce 1897 zde byl postaven hostinec. Od roku 1921 byla Adachaŭščyna součástí Polska na území Stalovické gminy Baranavického povětu Navahrudského vojvodství.
Od roku 1939 byla součástí BSSR. Od 15. ledna 1940 byla pod správou Haradziščanského rajónu Baranavické, od 8. ledna 1954 Brestské oblasti a od 25. prosince 1962 byla pod správou Baranavického rajónu. Během Velké vlastenecké války od června 1941 do července 1944 byla Adachaŭščyna obsazena německými fašistickými okupanty.

## Demografie
19. století
- 80. léta — 68 dvorů, 546 obyvatel
- 1897 — 296 dvorů, 683 obyvatel

20. století
- počátek 20. století — 140 dvorů, 750 obyvatel
- 1939 — 450 obyvatel
- 1959 — 446 obyvatel
- 1970 — 332 obyvatel
- 1998 — 74 dvorů, 138 obyvatel
- 1999 — 133 obyvatel

20. století
- 2005 — 122 obyvatel, 56 hospodářství
- 2009 — 92 obyvatel